# Düppelsmühle

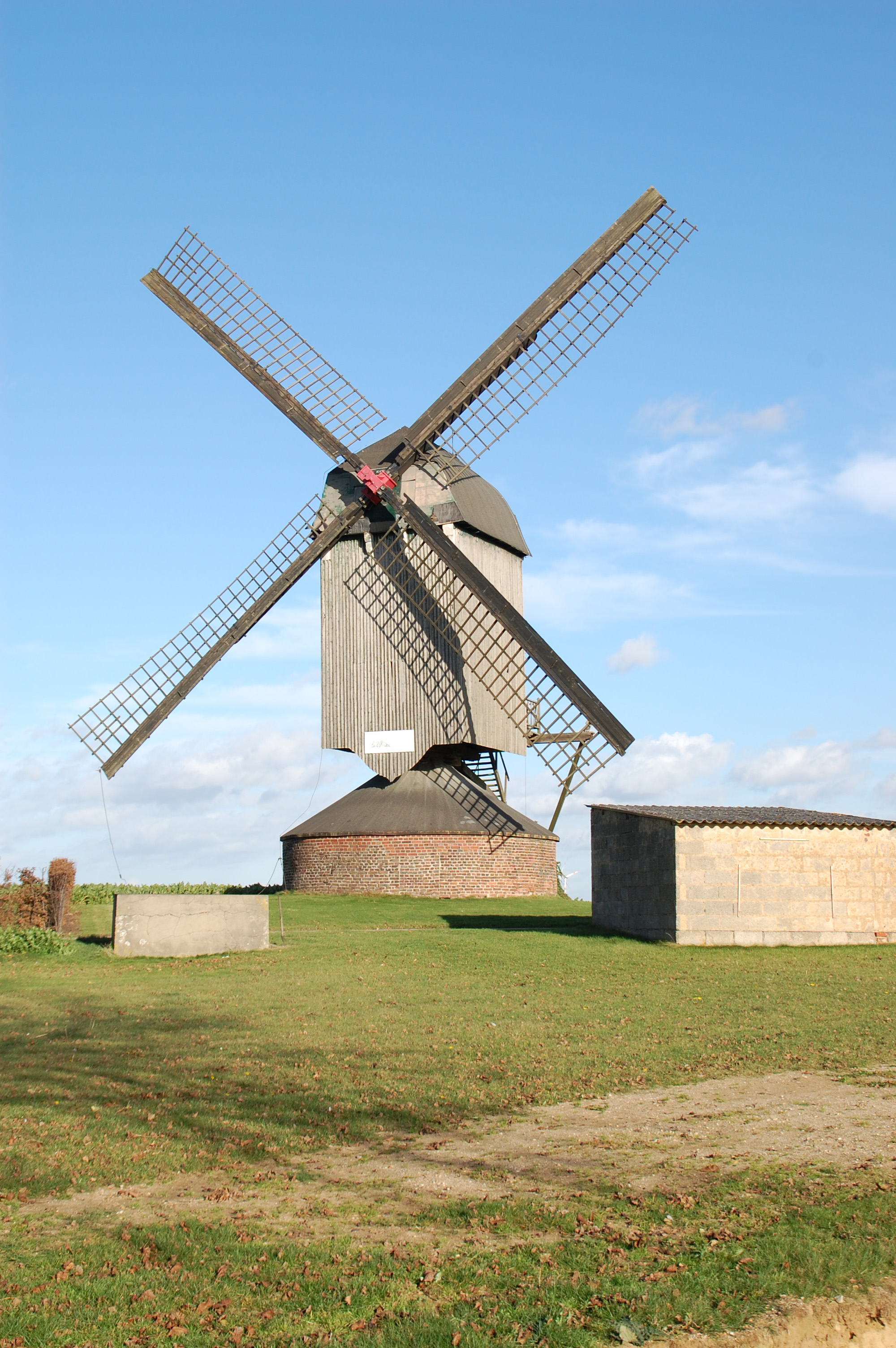
Düppelsmühle

Die Düppelsmühle ist eine heute stillgelegte Bockwindmühle aus dem 16. Jahrhundert in Titz westlich von Köln.

## Lage und Umgebung
Die Mühle befand sich ursprünglich in Efferen, einem heutigen Hürther Stadtteil, an der Luxemburger Straße, gegenüber dem Höninger Weg, abgelegen von den Wohngebieten und etwa einen Kilometer von der Efferner Burg entfernt. Seit 1830 befindet sie sich auf dem Düppel, einem Höhenrücken bei Titz.

## Entstehungsgeschichte
Die Stadt Köln hatte seit 1418 das ungeteilte Eigentumsrecht am Wasser des Duffesbachs. Sie untersagte jegliche Ableitung zur Bewässerung der Felder und sonstiger Nutzung. So versagte sie auch den Neubau einer Wassermühle durch den Burgherrn von Efferen, Dham (Adam) von Diepenbroeck.
Dieser versuchte die ständigen Streitereien zwischen der Stadt Köln und den Herren der Burg Efferen um die Nutzung des Duffesbachs zu umgehen, indem er beim Landesherren, dem Herzog von Jülich, Wilhelm IV., eine Genehmigung beantragte, in Efferen eine Windmühle errichten zu lassen, die dieser 1559 genehmigte. Der Standort der Bockwindmühle lag an der damals Zülpicher Straße genannten Luxemburger Straße gegenüber der Einmündung des Höninger Wegs und damit nicht im Überschwemmungsgebiet des Duffesbaches und zudem im freien Feld.

## Geschichte
Durch den Mühlenbann, der Verpflichtung der Gutspächter und zur Grundherrschaft gehörigen Bauern, ihr Getreide in der Bannmühle des Gutsherren mahlen zu lassen, konnten die Burgherren von Efferen das Getreide von ca. 2.600 ha der Dörfer Efferen, Fischenich und Stotzheim vor Ort mahlen lassen und brauchten nicht auf die Mühlen der Stadt Köln auszuweichen. Sie war damals die einzige Windmühle unter den Mühlen in den Bürgermeistereien Hürth und Efferen.
Die Mühle ist, wenn auch sehr klein, abgebildet auf einer Tuschzeichnung von Renier Roidkin: Efferen (um 1730).
Die Bockwindmühle wurde fast zweieinhalb Jahrhunderte betrieben, bevor sie wegen der Aufhebung des Mühlenbanns durch die Franzosen und wegen des Verkaufs der kirchlichen Güter zwischen 1805 und 1832 nach der Säkularisation in und nach der Franzosenzeit einen Großteil ihrer Kunden verlor und somit dem Wettbewerb mit den anderen Getreidemühlen im Umkreis ausgesetzt war.
Da die mehr als 250 Jahre alte Mühle noch intakt, leicht abbaubar und transportabel war, wurde sie an den damals 19-jährigen Hürther Müllerssohn Johann Winand Trebels verkauft, dessen aus Hasselsweiler bei Titz stammender Vater um 1826/27 eine Wassermühle in Alt-Hürth gepachtet hatte. Da die gekaufte Mühle auch starke Konkurrenz hatte, ersuchte der junge Müller im Februar und April 1830 die Bezirksregierung Köln um den Abbruch der Mühle in Efferen und den Wiederaufbau zwischen Kirchherten und Titz. Die Konzession für den Betrieb der Bockwindmühle erhielt er am 3. November 1830. Die Mühle wurde auf den Düppel neben der Düppelsburg, einer vorzeitlichen Burganlage, bei Titz wieder aufgebaut und erhielt durch die Nähe zu den Überresten der Burg, sowie den als Düppel bezeichneten Höhenrücken den Namen Düppelsmühle. Sie wurde dort noch weitere 150 Jahre betrieben und schließlich 1952 stillgelegt. Bei einem Unwetter am 9. Juni 2014 wurde die Mühle zerstört. Es bestand keine entsprechende Versicherung. Der Haushaltsausschuss des Bundestages hat im Juni 2015 insgesamt 130.000 Euro freigegeben. Damit kann die Mühle saniert werden.